# Mitterberg (Lassing)
Der Mitterberg ist ein Hügelzug zwischen den Gemeinden Lassing und Liezen und liegt in den Rottenmanner Tauern. Der höchste Punkt des ca. 16 km langen Hügelzuges liegt auf 1046 m. Der Hügelzug, der das Steirische Ennstal vom Lassingtal trennt, erstreckt sich von Döllach nach Osten bis zum Durchbruchstal der Palten südwestlich von Versbichl.